# Casa blanca por la noche
La casa blanca por la noche es un óleo sobre tela pintado el 16 de junio de 1890 en el pequeño pueblo francés de Auvers-sur-Oise por Vincent van Gogh, seis semanas antes de su muerte. Se exhibe en el Museo del Hermitage, San Petersburgo.
Según el Museo del Hermitage, la pintura "expresa la gran tensión psicológica bajo la que se encontraba Van Gogh"; dos de las ventanas, consideradas los "ojos" de una casa, muestran salpicaduras rojas "alarmantes", mientras la estrella, una señal del destino, es vista como un símbolo de la angustia de van Gogh.
Se cree que pintó Casa blanca por la noche alrededor de las 20:00 p. m. debido a la posición de la "estrella" en la pintura. Los astrónomos Donald Olson y Russell Doescher de la Universidad Estatal de Texas calcularon que la estrella en la pintura tiene que ser Venus, tal como brillaba en el cielo nocturno en junio de 1890. La casa es la misma que aparece en Castaño floreciente.
La pintura tiene una historia turbulenta. Fue exhibida en Suiza varias veces durante los años 1920, pero a finales de la década desapareció en la colección privada del industrial alemán Otto Krebs. Muchas de sus adquisiciones eran de un estilo que pronto sería calificado de arte "degenerado" por los nazis, lo que contribuyó a que Krebs, que ya era publicitario, mantuviera en secreto su colección.
Creyéndose perdida después de la Segunda Guerra Mundial, la pintura languideció en los archivos del Hermitage cincuenta años, antes de su reaparición en 1995 cuando formó parte de una exposición que mostraba obras de arte saqueadas por los soviéticos al final de la guerra. También se mostraron otras tres obras de van Gogh de la colección Krebs: Paisaje con casa y labrador, Mañana, saliendo a trabajar (a partir de un Millet), y el Retrato de Madame Trabuc.